# Redondone
Il redondone è un cordone lapideo orizzontale (detto anche cordolo), di forma torica leggermente sporgente, che serviva in genere a impedire o a complicare la scalata del muro di un castello, posto tra il tratto verticale della cortina e l'inizio della scarpa.

## Galleria d'immagini

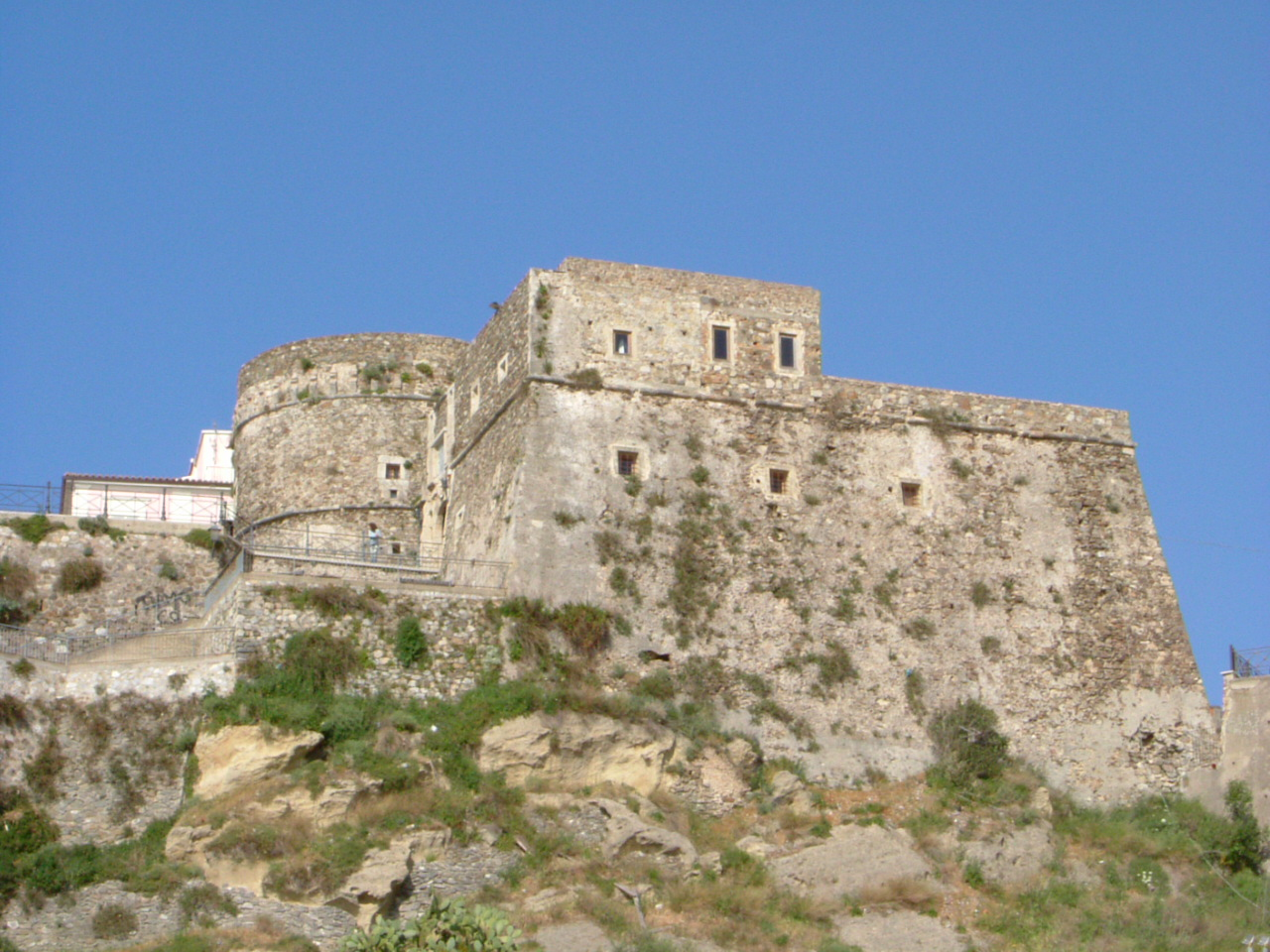
Il castello di Pizzo con redondone
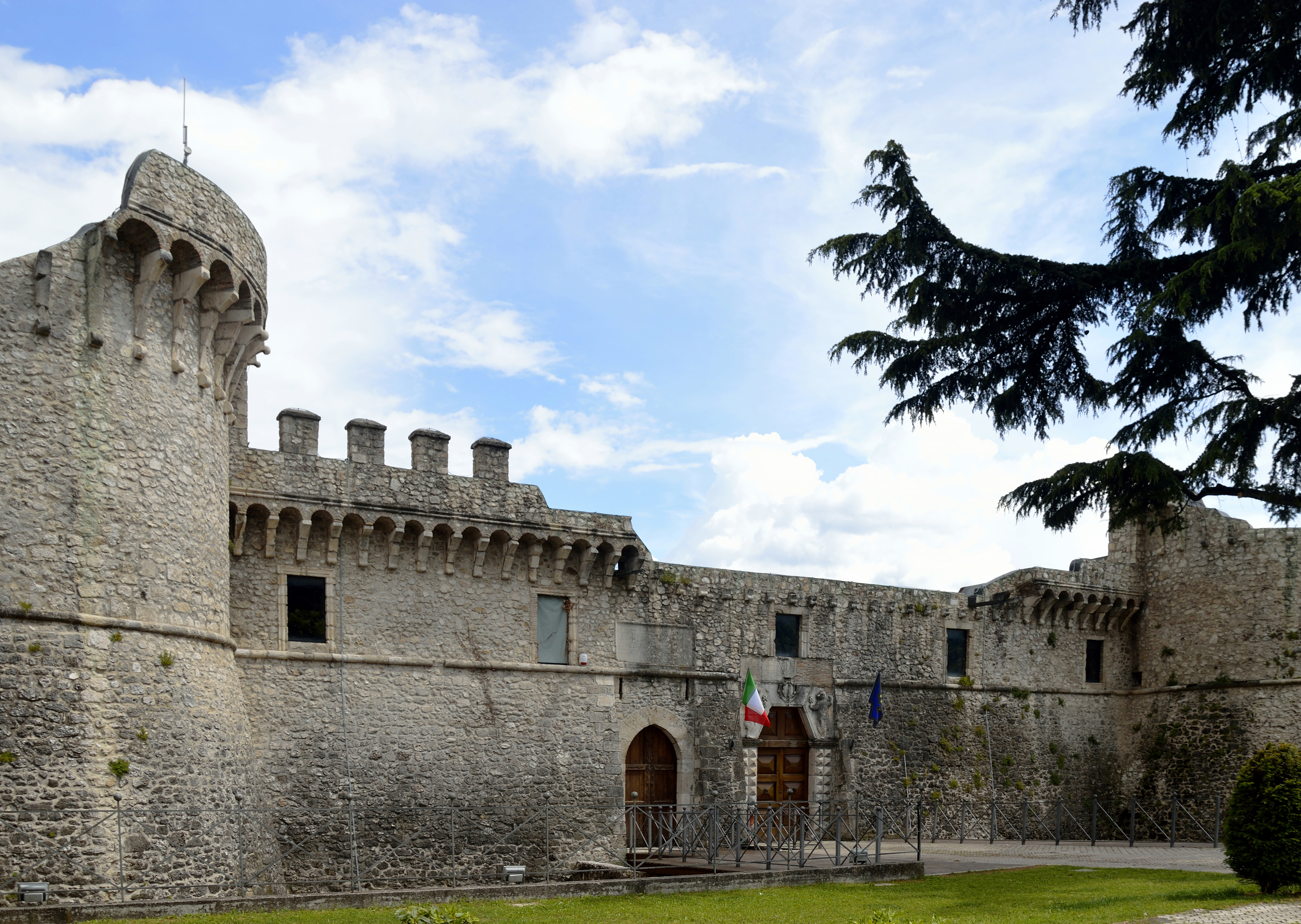
Castello Orsini-Colonna di Avezzano con redondone che percorre la cortina muraria e il torrione
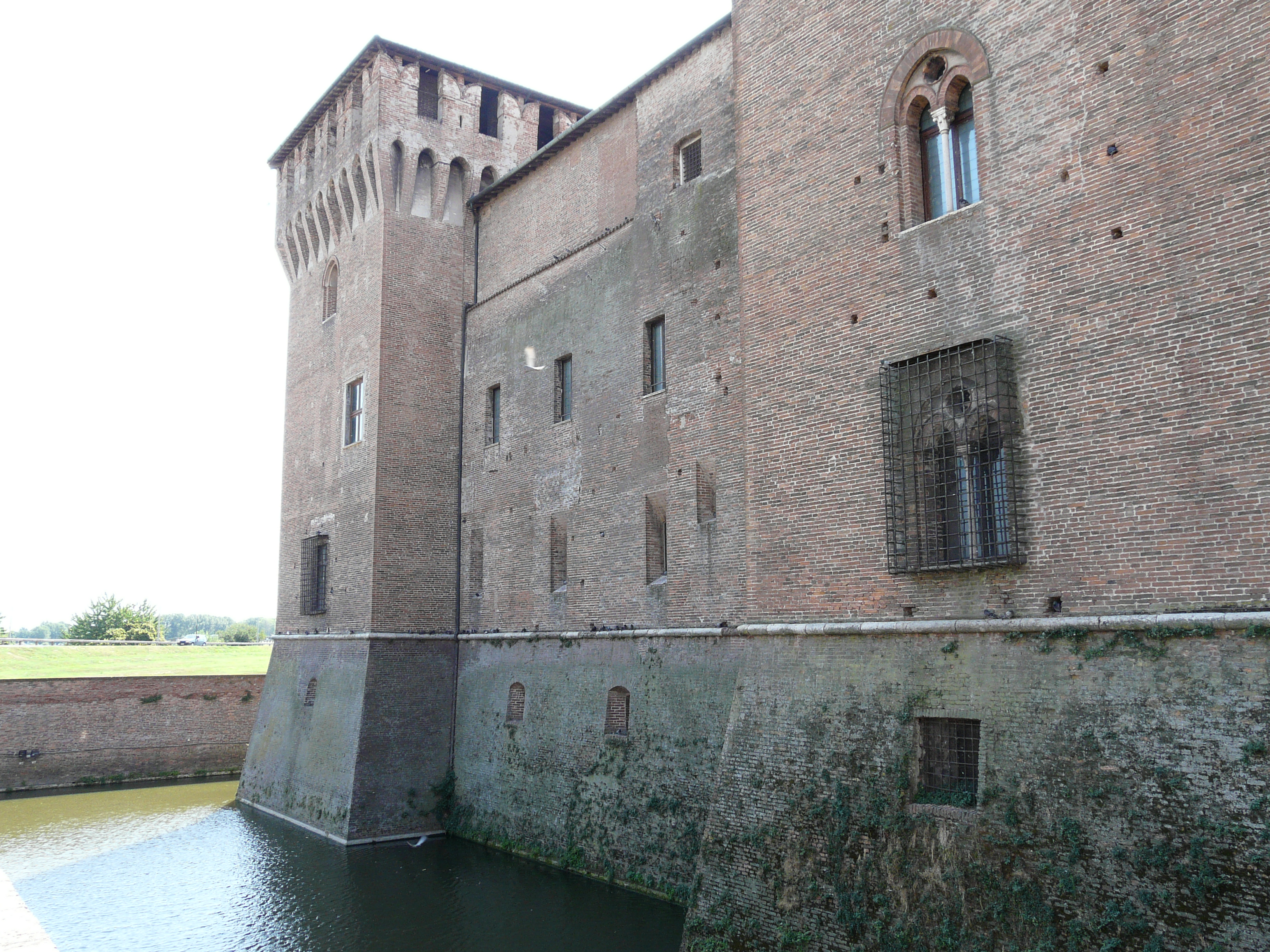
Mantova, castello di San Giorgio con redondone in marmo
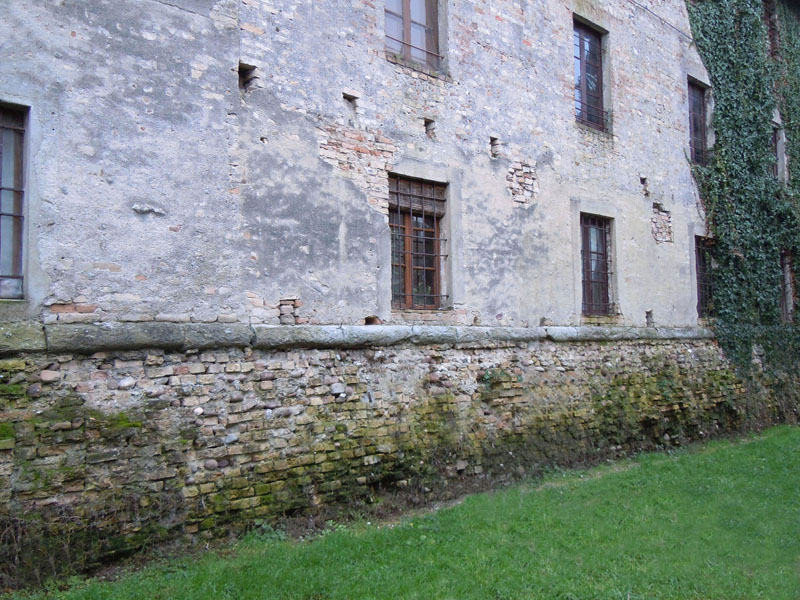
Castel Goffredo, tratto della cinta muraria con redondone in pietra
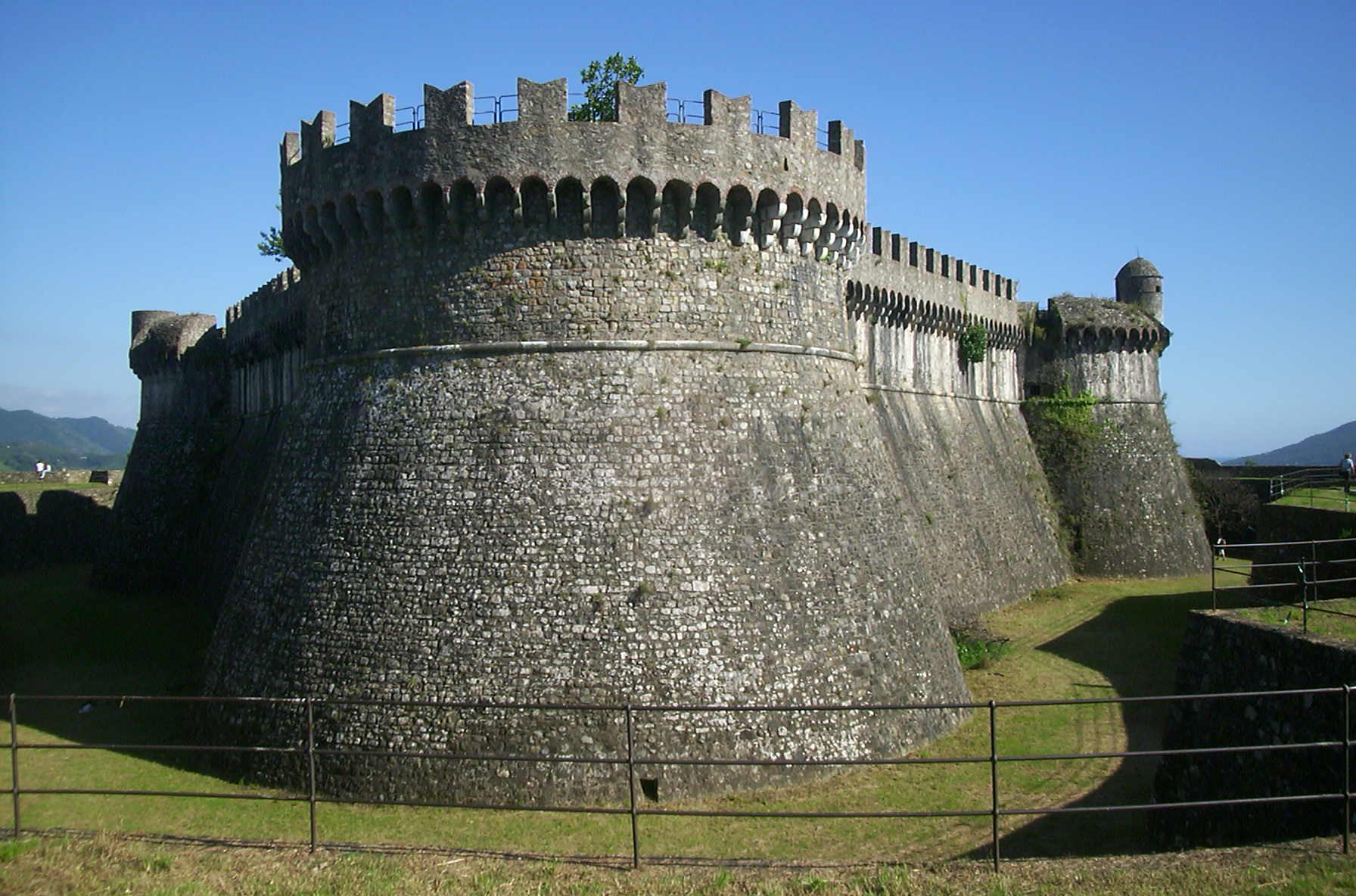
Fortezza di Sarzanello, redondone delle mura